# Zwinnik czerwonousty
Zwinnik czerwonousty (Petitella rhodostoma) – gatunek słodkowodnej ryby z rodziny kąsaczowatych (Characidae). Wcześniej zaliczany do rodzaju Hemigrammus. 

## Występowanie
Dolny basen Amazonki oraz Orinoko. Zamieszkuje kwaśne wody o ciemnym zabarwieniu i słabiej przejrzystości (tzw. ciemne wody). Na obecność takich warunków wpływają taniny wydzielane przez rozkładające się liście opadłe na dno zbiornika.

## Opis
Osiąga rozmiary do 7 cm długości, w akwariach nie przekracza 5,5 cm. Boki ciała srebrzystobiałe, często z żółtozielonkawym odcieniem. Okolice otworu gębowego oraz tęczówki oczu są przy dobrym samopoczuciu ryb krwistoczerwone. Na płetwie ogonowej czarno-biały rysunek, wychodzący od podstawy tej płetwy ciemny pas ciągnie się aż do przednich promieni płetwy odbytowej. Pozostałe płetwy bezbarwne, pierwsze promienie płetwy odbytowej lekko żółtawe.  
Dymorfizm płciowy słabo zauważalny. Samica jest przeważnie nieco większa i ma bardziej wydatny brzuch. Samiec mniejszy i smuklejszy. 

## Podobne gatunki
Zwinnik czerwonousty został w 2020 roku przeniesiony wraz ze zwinnikiem Blehera (Petitella bleheri) do wcześniej monotypowego rodzaju Petitella. Obecnie rodzaj składa się z trzech bardzo podobnych do siebie gatunków. Każdy z nich posiada czerwone ubarwienie głowy oraz czarno-biały rysunek na płetwie ogonowej. U P. rhodostoma, podobnie jak u czerwonogłówki (Petitella georgiae), czerwone ubarwienie najczęściej występuje wyłącznie do krańca pokryw skrzelowych, w odróżnieniu od P. bleheri, gdzie czerwień wyraźnie wykracza poza ten obszar. Ponadto, w przypadku P. bleheri, czarny pas biegnący od podstawy płetwy ogonowej jest bardzo słabo widoczny i nie ciągnie się dalej wzdłuż linii bocznej, w przeciwieństwie do dwóch pozostałych gatunków. P. rhodostoma i P. georgiae różnią się detalami takimi jak dwie czarne plamy na podstawie płetwy ogonowej u P. rhodostoma, zamiast jednej na górze trzonu, jak u P. georgiae czy długością szczęki, która u P. georgiae jest stosunkowo dłuższa od tej obecnej u P. rhodostoma.

## W akwarium
Zwinniki czerwonouste są rybami ławicowymi, dlatego należy utrzymywać je w grupce liczącej min. 10 osobników. Trzymane w osamotnieniu oraz złych warunkach stają się płochliwe i tracą kolor. Aktywnie pływają w środkowej warstwie wody, wobec tego akwarium powinno być długie (min. 90 cm) z pozostawioną rozległą przestrzenią do pływania. W ich naturalnym środowisku roślinność wodna jest skąpa lub nie występuje wcale, dlatego nie jest wymaganym elementem aranżacji. W celu jak najlepszego odwzorowania naturalnych warunków środowiskowych ryby należy jako podłoże użyć piachu rzecznego, a na nim umieścić korzenie oraz suche liście, które po uwolnieniu tanin zabarwią wodę na ciemny kolor. Należy pamiętać, aby regularnie wymieniać liście, w celu uniknięcia ich gnicia i zanieczyszczenia wody, a także o cotygodniowych podmianach wody. Zwinnik czerwonousty to ryba o łagodnym usposobieniu, dlatego może być trzymana z innymi gatunkami ryb o podobnych rozmiarach i wymaganiach takimi jak neony, różne gatunki kirysków czy małe zbrojnikowate. Z powodu słabo zauważalnych różnic w wyglądzie między trzema gatunkami Petitella, często zdarza się, że w handlu przedstawiciele różnych gatunków sprzedawani są pod jedną nazwą. Z tego powodu, w wielu akwariach mogą funkcjonować ławicę wielogatunkowe, składające się zarówno ze zwinników czerwonoustych, jak i zwinników Blehera.